# ロバート・ガスコイン＝セシル (第7代ソールズベリー侯爵)

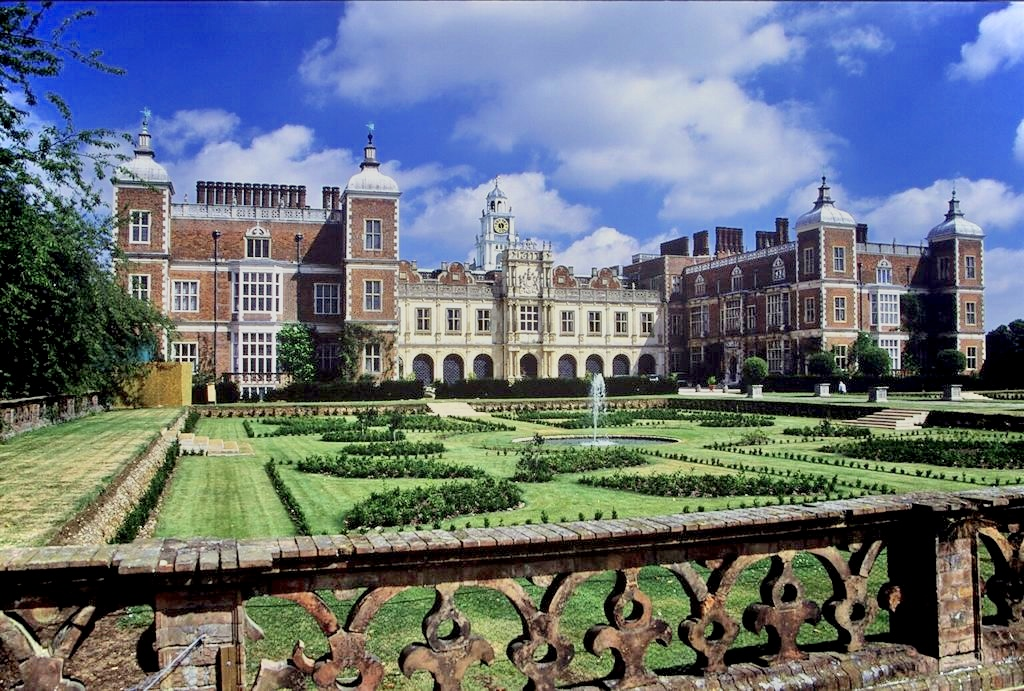
自邸のハットフィールド・ハウス

第7代ソールズベリー侯爵ロバート・マイケル・ジェームズ・ガスコイン＝セシル（英: Robert Michael James Gascoyne-Cecil, 7th Marquess of Salisbury, KG, KCVO, PC, DL、1946年9月30日 - ）は、イギリスの政治家、貴族。保守党に所属し、メージャー内閣で王璽尚書兼貴族院院内総務（在職1994年-1997年）を務めた。
19世紀後半に3度にわたって首相を務めた第3代ソールズベリー侯爵は高祖父にあたる。

## 経歴
第6代ソールズベリー侯爵ロバート・ガスコイン＝セシルとその妻マージョリーの長男として生まれる。
イートン校を経てオックスフォード大学クライスト・チャーチへ進学。
1972年に父がソールズベリー侯爵位を継承したのに伴い、その嫡男の儀礼称号クランボーン子爵を使用する。
1979年から1987年までサウス・ドーセット選挙区から選出されて保守党所属の庶民院議員を務める。
父がいまだ存命の1992年1月1日に繰上勅書により第13代エッセンドンのセシル男爵位を継承し、貴族院へ移籍した。1992年から1994年まで国防省政務次官を務める。
1994年から1997年にかけては王璽尚書と貴族院院内総務を務める。
トニー・ブレア労働党政権下の1999年、世襲貴族の全議席を削除する貴族院法案が提出されたが、クランボーン卿は保守党貴族院院内総務として政府との交渉にあたった。ウェザリル卿の作成した修正案を大法官アーバイン卿に認めさせ、世襲貴族の議席を92議席残すことに成功した。彼自身も1999年11月17日に一代貴族のガスコイン＝セシル男爵に叙されたことで貴族院の議席を保った。
2003年7月11日に父の死去により第7代ソールズベリー侯爵位を継承した。
2010年5月25日から貴族院議員を休職。
2012年9月にはダイアモンド・ジュビリー（女王在位60周年記念式典）のテムズ川野外劇の準備委員会議長としての功績によりロイヤル・ヴィクトリア勲章ナイト・コマンダー（KCVO）を受勲した。
2019年2月27日にガーター勲章を受勲した。

## 栄典

### 爵位
1992年1月1日の繰上勅書で父ロバート・ガスコイン＝セシルから以下の爵位を継承した

- エッセンドンの第13代セシル男爵 (13th Baron Cecil of Essendon)
(1603年5月13日の勅許状によるイングランド貴族爵位)

1999年11月17日に以下の爵位を新規に叙された
- ラトランド州におけるエッセンドンのガスコイン＝セシル男爵 (Baron Gascoyne-Cecil, of Essendon in the County of Rutland)
(勅許状による連合王国一代貴族爵位)

2003年7月11日の父ロバート・ガスコイン＝セシルの死去により以下の爵位を継承した。
- 第7代ソールズベリー侯爵 (7th Marquess of Salisbury)
(1789年8月18日の勅許状によるグレートブリテン貴族爵位)
- 第13代ソールズベリー伯爵 (13th Earl of Salisbury)
(1605年5月4日の勅許状によるイングランド貴族爵位)
- 第13代クランボーン子爵 (13th Viscount Cranborne)
(1604年8月20日の勅許状によるイングランド貴族爵位)

### 勲章
- 2012年9月、ロイヤル・ヴィクトリア勲章ナイト・コマンダー（KCVO）[6]
- 2019年2月27日、ガーター勲章ナイト（KG）[7]

### その他名誉職
- 1987年、ドーセット副統監（DL）
- 1994年、枢密顧問官（PC）[2]

## 家族
1970年に陸軍軍人ウィリアム・スターリング・オブ・キーア中佐の娘ハンナ・アンと結婚し、彼女との間に以下の5子を儲けている。
- 第1子（長男）クランボーン子爵ロバート・エドワード（1970-）：ソールズベリー侯爵位の法定推定相続人
- 第2子（長女）エリザベス・アン嬢（1972-）：
- 第3子（次男）ジェームズ・リチャード卿（1973-）
- 第4子（次女）ジョージアナ嬢（1977-）
- 第5子（三女）キャサリン嬢（1977-）